# TNA World Championship

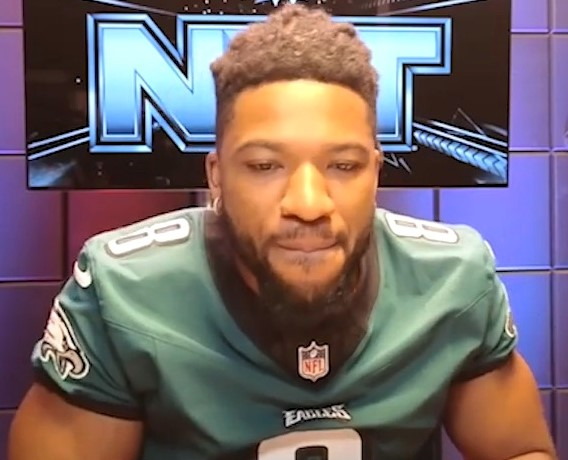
L'attuale campione Trick Williams

Il TNA World Championship è un titolo mondiale di wrestling di proprietà della Total Nonstop Action Wrestling ed è detenuto da Trick Williams dal 25 maggio 2025.

## Storia
È il titolo più importante della federazione e fu presentato il 14 maggio 2007 durante le registrazioni del programma televisivo Impact! che fu in seguito trasmesso su Spike TV tre giorni più tardi. Titolo e cintura furono introdotti da Jim Cornette così come si vide nella stessa puntata.
Così come avvenne per il TNA World Tag Team Championship anche questo titolo fu istituito dopo la fine degli accordi con la National Wrestling Alliance ed infatti prima dell'istituzione di questo titolo, quello principale utilizzato a Impact era l'NWA World Heavyweight Championship in quanto esisteva un accordo tra la TNA e la federazione proprietaria del titolo (NWA).
Nel 2007 l'accordo giunse al termine e questo portò alla creazione dell'allora TNA World Heavyweight Championship. La sua prima assegnazione avvenne a Slammiversary 2007 dove fu vinta da Kurt Angle.
Nel marzo 2017 la TNA cambiò il suo stesso nome in Impact Wrestling per poi decidere di cambiare anche il nome del titolo.

## Storia del nome
| Data            | Nome assegnato                                  | Note e riferimenti                                                                                       |
| --------------- | ----------------------------------------------- | --- |
| 13 maggio 2007  | World Heavyweight Championship                  | Prima denominazione annunciata da Jim Cornette                                                           |
| 14 maggio 2007  | TNA World Heavyweight Championship              | Ufficializzazione del nome                                                                               |
| 2 marzo 2017    | Impact Wrestling World Heavyweight Championship | Prima ufficializzazione del nome nuovo                                                                   |
| 2 luglio 2017   | GFW Global Championship                         | Nome ufficiale dopo la fusione                                                                           |
| 24 ottobre 2017 | Impact Global Championship                      | Nome ufficiale dopo l'abbandono della società da parte di Jeff Jarrett e la fine dell'accordo con la GFW |
| 1 febbraio 2018 | Impact World Championship                       | In seguito al cambio di denominazione della compagnia                                                    |
| 13 gennaio 2024 | TNA World Championship                          | |

## Albo d'oro
| Wrestler                                        | Regno                              | Giorni                             | Data                               | Località                           | Evento                             | Note |
| TNA World Heavyweight Championship              | TNA World Heavyweight Championship | TNA World Heavyweight Championship | TNA World Heavyweight Championship | TNA World Heavyweight Championship | TNA World Heavyweight Championship | TNA World Heavyweight Championship |
| ----------------------------------------------- | ---------------------------------- | ---------------------------------- | ---------------------------------- | ---------------------------------- | ---------------------------------- | --- |
| Kurt Angle                                      | 1                                  | 1                                  | 13 maggio 2007                     | Orlando                            | Sacrifice                          | Christian Cage è stato privato del titolo Nwa World Heavyweight Championship quando NWA e TNA hanno concluso i loro rapporti commerciali. Kurt angle non venne riconosciuto come ultimo detentore del NWA World Heavyweight Championship ma Kurt angle vinse In un three-way match che comprendeva anche Sting e Christian Cage per vincere il nuovo Tna world heavyweight champion e venendo riconosciuto come primo campione. Dal 13 maggio 2007 il TNA Title ottiene il World status dalla Pro Wrestling Illustraded. |
| Vacante                                         | —                                  | —                                  | 14 maggio 2007                     | Orlando                            | Impact!                            | In seguito al finale controverso del three-way match di Sacrifice, nel quale ci fu una doppia caduta simultanea con la resa di Sting alla Ankle Lock e il contemporaneo schienamento ai danni di Cage proprio da parte di Sting che si appoggiava su di lui. Questo episodio è andato in onda il 17 maggio 2007. |
| Kurt Angle                                      | 2                                  | 119                                | 17 giugno 2007                     | Nashville                          | Slammiversary                      | In un King of the Mountain match che comprendeva Christian Cage, AJ Styles, Chris Harris e Samoa Joe Per il vacante TNA World Heavyweight Championship. |
| Sting                                           | 1                                  | 2                                  | 14 ottobre 2007                    | Atlanta                            | Bound for Glory                    | |
| Kurt Angle                                      | 3                                  | 180                                | 16 ottobre 2007                    | Orlando                            | Impact                             | |
| Samoa Joe                                       | 1                                  | 182                                | 13 aprile 2008                     | Lowell                             | Lockdown                           | In uno Steel Cage match. |
| Sting                                           | 2                                  | 189                                | 12 ottobre 2008                    | Chicago                            | Bound for Glory                    | |
| Mick Foley                                      | 1                                  | 63                                 | 19 aprile 2009                     | Filadelfia                         | Lockdown                           | In uno Steel Cage match. |
| Kurt Angle                                      | 4                                  | 91                                 | 21 giugno 2009                     | Auburn Hills                       | Slammiversary                      | In un King of the Mountain match che comprendeva anche AJ Styles, Samoa Joe e Jeff Jarrett. |
| A.J. Styles                                     | 1                                  | 211                                | 20 settembre 2009                  | Orlando                            | No Surrender                       | |
| Rob Van Dam                                     | 1                                  | 113                                | 20 aprile 2010                     | Orlando                            | Impact!                            | |
| Vacante                                         | —                                  | —                                  | 10 agosto 2010                     | Orlando                            | Impact!                            | In seguito all'infortunio (kayfabe) del campione. Questo episodio è andato in onda il 19 agosto 2010. |
| Jeff Hardy                                      | 1                                  | 91                                 | 10 ottobre 2010                    | Daytona Beach                      | Bound for Glory                    | Nella finale di un torneo per assegnare il titolo vacante, sconfiggendo Mr. Anderson e Kurt Angle. |
| Mr. Anderson                                    | 1                                  | 35                                 | 9 gennaio 2011                     | Orlando                            | Genesis                            | Dopo che nella stessa serata si era guadagnato il titolo di primo sfidante sconfiggendo Matt Morgan. |
| Jeff Hardy                                      | 2                                  | 11                                 | 13 febbraio 2011                   | Orlando                            | Against All Odds                   | In un Ladder match. |
| Sting                                           | 3                                  | 108                                | 24 febbraio 2011                   | Orlando                            | Impact!                            | Questo episodio è andato in onda il 3 marzo 2011. |
| Mr. Anderson                                    | 2                                  | 29                                 | 12 giugno 2011                     | Orlando                            | Slammiversary IX                   | |
| Sting                                           | 4                                  | 27                                 | 11 luglio 2011                     | Orlando                            | Impact!                            | Questo episodio è andato in onda il 14 luglio 2011. |
| Kurt Angle                                      | 5                                  | 72                                 | 7 agosto 2011                      | Orlando                            | Hardcore Justice                   | |
| James Storm                                     | 1                                  | 8                                  | 18 ottobre 2011                    | Orlando                            | Impact!                            | Questo episodio è andato in onda il 20 ottobre 2011. |
| Bobby Roode                                     | 1                                  | 256                                | 26 ottobre 2011                    | Orlando                            | Impact!                            | Questo episodio è andato in onda il 3 novembre 2011. |
| Austin Aries                                    | 1                                  | 98                                 | 8 luglio 2012                      | Orlando                            | Destination X                      | |
| Jeff Hardy                                      | 3                                  | 147                                | 14 ottobre 2012                    | Phoenix                            | Bound for Glory                    | |
| Bully Ray                                       | 1                                  | 130                                | 10 marzo 2013                      | San Antonio                        | Lockdown                           | In uno Steel Cage match. |
| Chris Sabin                                     | 1                                  | 28                                 | 18 luglio 2013                     | Louisville                         | Destination X                      | Single match |
| Bully Ray                                       | 2                                  | 66                                 | 15 agosto 2013                     | Norfolk                            | Hardcore Justice                   | In uno Steel Cage match. |
| A.J. Styles                                     | 2                                  | 9                                  | 20 ottobre 2013                    | San Diego                          | Bound for Glory                    | In un No Disqualification match. |
| Vacante                                         | —                                  | —                                  | 29 ottobre 2013                    | —                                  | —                                  | Il presidente della TNA Dixie Carter ha annunciato via Twitter che Styles è stato privato del titolo a causa di una disputa contrattuale. Styles ha continuato a detenere la cintura affermando di essere ancora il campione nella storyline. |
| Magnus                                          | 1                                  | 128                                | 3 dicembre 2013                    | Orlando                            | Final Resolution                   | Magnus ha sconfitto Jeff Hardy nella finale di un torneo per vincere il titolo vacante. Questo era un Dixieland match andato in onda il 19 dicembre 2013. Nella puntata di Impact! del 9 gennaio 2014 (registrata il 6 dicembre 2013), A.J. Styles è tornato affermando di essere il legittimo TNA World Champion, in quanto non è mai stato sconfitto per il titolo (anche non è riconosciuto come tale dalla TNA). Magnus lo ha sconfitto diventando il campione indiscusso.                                           |
| Eric Young                                      | 1                                  | 70                                 | 10 aprile 2014                     | Orlando                            | Impact!                            | Se Magnus fosse stato contato fuori o squalificato avrebbe perso il titolo. Abyss era bandito da bordo ring. Se qualcuno avesse interferito nel match sarebbe stato licenziato. |
| Lashley                                         | 1                                  | 91                                 | 19 giugno 2014                     | Bethlehem                          | Impact!                            | Se qualcuno oltre a MVP e Kenny King avesse interferito sarebbe stato licenziato. |
| Bobby Roode                                     | 2                                  | 111                                | 18 settembre 2014                  | Bethlehem                          | Impact!                            | Kurt Angle era lo special referee. In onda il 29 ottobre 2014. |
| Lashley                                         | 2                                  | 24                                 | 7 gennaio 2015                     | New York                           | Impact!                            | |
| Kurt Angle                                      | 6                                  | 145                                | 31 gennaio 2015                    | Londra                             | Impact!                            | In onda il 20 marzo 2015. |
| Ethan Carter III                                | 1                                  | 101                                | 25 giugno 2015                     | Orlando                            | Impact!                            | In onda il 1º luglio 2015. Il 29 giugno 2015 la Pro Wrestling Illustraded toglie in modo definitivo il World status al TNA Title. |
| Matt Hardy                                      | 1                                  | 2                                  | 4 ottobre 2015                     | Concord                            | Bound for Glory                    | In un triple threat match che includeva anche Drew Galloway con Jeff Hardy come special referee. |
| Vacante                                         | —                                  | —                                  | 6 ottobre 2015                     | —                                  | —                                  | Come parte della storyline, il titolo è stato reso vacante dopo l'ingiunzione (Kayfabe) depositata da Ethan Carter III ai danni del campione Matt Hardy. |
| Ethan Carter III                                | 2                                  | 3                                  | 5 gennaio 2016                     | Bethlehem                          | Impact!                            | Ha sconfitto Matt Hardy nella finale del TNA World Title Series. |
| Matt Hardy                                      | 2                                  | 67                                 | 8 gennaio 2016                     | Bethlehem                          | Impact!                            | Se Hardy non avesse vinto il titolo, avrebbe dovuto lasciare la TNA. In onda il 19 gennaio 2016. |
| Drew Galloway                                   | 1                                  | 89                                 | 15 marzo 2016                      | Orlando                            | Impact!                            | Galloway riscosso la sua title shot trovata nella valigetta del Feast or Fired ed ha vinto il match. |
| Lashley                                         | 3                                  | 113                                | 12 giugno 2016                     | Orlando                            | Slammiversary                      | Lashley sottomette Drew Galloway vincendo il titolo. Il 13 luglio 2016, Lashley ha vinto anche il TNA X Division Championship sconfiggendo l'allora campione Eddie Edwards in un title vs. title steel cage match. L'11 agosto 2016, Lashley ha vinto anche il TNA King of the Mountain Championship sconfiggendo l'allora campione James Storm in un title vs. titles match. Il giorno seguente, Lashley ritira il TNA King of the Mountain Championship e rende vacante il TNA X Division Championship.                |
| Eddie Edwards                                   | 1                                  | 97                                 | 3 ottobre 2016                     | Orlando                            | Impact!                            | In onda il 6 ottobre 2016. |
| Impact Wrestling World Heavyweight Championship |                                    |                                    |                                    |                                    |                                    | |
| Lashley                                         | 4                                  | 176                                | 8 gennaio 2017                     | Orlando                            | Impact!                            | In un Iron Man match da 30 minuti. Il 2 marzo ha combattuto contro Alberto El Patron perdendo il match ma Alberto ha vinto in modo scorretto ed Impact Wrestling non riconosce alcun periodo di Alberto come campione bensì una continuazione del precedente quarto regno Lashley. Il 9 marzo è andato in onda il match è la cintura è stata rinominata Impact Wrestling World Heavyweight Championship, ufficializzando il rebrand della compagnia il 10 marzo 2017.                                                    |
| Unified GFW World Heavyweight Championship      |                                    |                                    |                                    |                                    |                                    | |
| Alberto El Patron                               | 1                                  | 43                                 | 2 luglio 2017                      | Orlando                            | Slammiversary XV                   | Unifica l'Impact Wrestling World Heavyweight Championship con il GFW Global Championship. |
| Vacante                                         |                                    |                                    |                                    |                                    |                                    | Reso vacante per la sospensione di Alberto El Patron |
| GFW/Impact Global Championship                  |                                    |                                    |                                    |                                    |                                    | |
| Eli Drake                                       | 1                                  | 146                                | 17 agosto 2017                     | Orlando                            | Impact!                            | Durante questo regno il titolo chiamato GFW Global Championship dal 24 ottobre diventa Impact Global Championship per il rilascio del brand GFW. |
| Impact World Championship                       |                                    |                                    |                                    |                                    |                                    | |
| Austin Aries                                    | 2                                  | 102                                | 11 gennaio 2018                    | Orlando                            | Impact!                            | Il 14 gennaio vince l'Impact Grand Championship e lo unifica con questo titolo. |
| Pentagón Jr.                                    | 1                                  | 2                                  | 22 aprile 2018                     | Orlando                            | Redemption                         | In un triple threat match che includeva anche Fénix |
| Austin Aries                                    | 3                                  | 173                                | 24 aprile 2018                     | Orlando                            | Impact!                            | |
| Johnny Impact                                   | 1                                  | 153                                | 14 ottobre 2018                    | New York                           | Bound for Glory                    | |
| Brian Cage                                      | 1                                  | 180                                | 28 aprile 2019                     | Toronto                            | Rebellion                          | |
| Sami Callihan                                   | 1                                  | 79                                 | 25 ottobre 2019                    | Windsor                            | Impact!                            | |
| Tessa Blanchard                                 | 1                                  | 163                                | 12 gennaio 2020                    | Dallas                             | Hard to Kill                       | Tessa Blanchard fu la prima atleta donna Knockouts a vincere il titolo mondiale nella storia della TNA e della storia del wrestling professionistico |
| Vacante                                         | —                                  | —                                  | 25 giugno 2020                     | —                                  | —                                  | Tessa Blanchard viene rilasciata perché si rifiuta di presentarsi agli show. |
| Eddie Edwards                                   | 2                                  | 44                                 | 18 luglio 2020                     | Nashville                          | Slammiversary                      | Sconfigge Ace Austin, Eric Young, Trey e Rich Swann. |
| Eric Young                                      | 2                                  | 70                                 | 15 agosto 2020                     | Nashville                          | Impact!                            | Questo episodio è andato in onda il 1º settembre 2020. |
| Rich Swann                                      | 1                                  | 183                                | 24 ottobre 2020                    | Nashville                          | Bound for Glory                    | |
| Kenny Omega                                     | 1                                  | 110                                | 25 aprile 2021                     | Nashville                          | Rebellion                          | |
| Christian Cage                                  | 1                                  | 71                                 | 13 agosto 2021                     | Pittsburgh                         | AEW Rampage                        | |
| Josh Alexander                                  | 1                                  | <1                                 | 23 ottobre 2021                    | Sunrise Manor                      | Bound for Glory                    | |
| Moose                                           | 1                                  | 182                                | 23 ottobre 2021                    | Sunrise Manor                      | Bound for Glory                    | |
| Josh Alexander                                  | 2                                  | 348                                | 23 aprile 2022                     | Poughkeepsie                       | Rebellion                          | |
| Vacante                                         |                                    |                                    | 24 marzo 2023                      | Windsor                            | Impact!                            | Titolo reso vacante a causa dell'impossibilità di Josh Alexander a difendere la cintura per un infortunio al tricipite. |
| Steve Maclin                                    | 1                                  | 55                                 | 16 aprile 2023                     | Toronto                            | Rebellion                          | Sconfigge Kushida |
| Alex Shelley                                    | 1                                  | 218                                | 9 giugno 2023                      | Columbus                           | Against All Odds                   | |
| TNA World Championship                          |                                    |                                    |                                    |                                    |                                    | |
| Moose                                           | 2                                  | 189                                | 13 gennaio 2024                    | Las Vegas                          | Hard to Kill                       | |
| Nic Nemeth                                      | 1                                  | 183                                | 20 luglio 2024                     | Montréal                           | Slammiversary                      | |
| Joe Hendry                                      | 1                                  | 126                                | 19 gennaio 2025                    | Garland                            | Genesis                            | |
| Trick Williams                                  | 1                                  | 38+                                | 25 maggio 2025                     | Tampa                              | NXT Battleground                   | |